# China Southwest Airlines
China Southwest Airlines (en chino: 中国西南航空; Pinyin: Zhōngguó Xīnán Hángkōng Gōngsī) fue una aerolínea con sede en la ciudad de Chengdu, República Popular China. Su aeropuerto principal era el Aeropuerto internacional de Chengdu, desde el cual operaba vuelos a gran parte del oeste del país y algunos destinos en Asia Central. Fue integrada a Air China en octubre de 2002. 
China Southwest Airlines también tenía una base de operaciones secundaria en Chongqing. La aerolínea fue la única en volar a Lhasa hasta 2002. Aunque ofrecía principalmente rutas domésticas desde Chongqing y Chengdu, también ofrecía algunos servicios hacia destinos como Bangkok, Chiang Mai, Katmandú, Kuala Lumpur, Singapur, Osaka, Seúl y algunas ciudades de Asia Central.
China Southwest operó durante su existencia las siguientes aeronaves: Airbus A340, Antonov An-24, Boeing 707, Boeing 737, Boeing 757, Boeing 767, Ilyushin Il-18, Túpolev Tu-154 y Xian Y-7.
Cuando en octubre de 2002 cesó operaciones y fue integrada a Air China, se retiraron los equipos de origen soviético y occidental obsoletos.

## Accidentes e incidentes
- El 18 de enero de 1988, un Ilyushin Il-18 de China Southwest que operaba el Vuelo 4146, se estrelló cuando realizaba la aproximación al Aeropuerto Internacional de Chongqing Jiangbei. Todas las 108 personas a bordo murieron.[3]

- El 2 de octubre de 1990, Colisión aérea en el Aeropuerto de Guangzhou, un Boeing 737 de Xiamen Airlines que había sido secuestrado, chocó con un Boeing 707 de China Southwest cuando intentaba aterrizar en el antiguo Aeropuerto de Guangzhou-Pai Yuen. Durante la maniobra de aterrizaje, el secuestrador golpeó al piloto, quien perdió el control y se salió de la pista, chocando con el Boeing 707 de China Southwest y un Boeing 757 de China Southern Airlines. En el 737 de Xiamen Airlines murieron 82 de las 93 personas a bordo, en el 707 de China Southwest únicamente resultó herido el piloto, que era la única persona a bordo en ese momento, y en el 757 de China Southern Airlines murieron 46 de las 110 personas a bordo[4][5][6][7][8][9]

- El 24 de febrero de 1999, un Tupolev Tu-154 de China Southwest que operaba el Vuelo 4509, se estrelló durante la aproximación al Aeropuerto de Wenzhou. La causa del accidente fue un desperfecto en el piloto automático que hizo que la velocidad bajase tanto que el avión entró en pérdida. Murieron las 61 personas a bordo.[10]